# Dacrydium pectinatum
Dacrydium pectinatum är en barrträdart som beskrevs av De Laub.. Dacrydium pectinatum ingår i släktet Dacrydium, och familjen Podocarpaceae. IUCN kategoriserar arten globalt som livskraftig. Inga underarter finns listade i Catalogue of Life.